# Virginie Lanlo
Virginie Lanlo, née le 26 avril 1968 à Paris, est une femme politique française, membre de l'Union des démocrates et indépendants (UDI).
Elle est élue à l’Assemblée nationale comme suppléante de Prisca Thévenot.
Elle devient en juillet 2023 députée de la huitième circonscription des Hauts-de-Seine à la suite de la nomination de Prisca Thévenot au gouvernement.

## Biographie
Elle entre en politique en 2008 en rejoignant la liste d'Hervé Marseille pour les élections municipales à Meudon.
Elle appartient à l'UDI et est première adjointe au maire de Meudon entre 2020 et juillet 2023.
Elle est dans un premier temps investie par l'UDI aux élections législatives de 2022 puis forme un ticket avec la porte-parole de Renaissance, Prisca Thevenot, investie dans la circonscription. Elle est élue comme suppléante de Prisca Thévenot à cette même élection, et prend ses fonctions de députée à l'été 2023 à la suite de la nomination de cette dernière au gouvernement. 

## Décoration
- Chevalier de l'ordre des Palmes académiques